# The Many Adventures of Winnie the Pooh
The Many Adventures of Winnie the Pooh (bra: Puff - O Ursinho Guloso/As Muitas Aventuras do Ursinho Puff; prt: As Extra-Aventuras de Winnie the Pooh) é um filme norte-americano do gênero animação lançado pela Disney em 1977, baseado no livro Winnie-the-Pooh de A. A. Milne. É o 22.º filme da lista de clássicos da Disney.
Foi gerado diversas sequências com os personagens do filme, além de programas de televisão, roupas, livros e brinquedos. Dentre as sequências lançadas, estão "The Tigger Movie", "Piglet's Big Movie", "Pooh's Heffalump Movie" e "Winnie the Pooh". Também inspirou uma atração de mesmo nome nos parques Disneyland, Walt Disney World e Hong Kong Disneyland. Tem uma atração mais elaborada no parque Tokyo Disneyland, inspirada no mesmo filme e com o nome de "Pooh's Hunny Hunt".

## Enredo
O conteúdo do filme é derivado de três curtas animados lançados anteriormente em que Walt Disney produziu com base nos livros de Winnie-the-Pooh de A. A. Milne: Ursinho Puff e a Árvore de Mel (1966), Ursinho Puff e o Dia Chuvoso (1968) e Ursinho Puff e o Tigre Saltador (1974). Foi criado um conteúdo extra para juntar os três curtas, fundindo uma história a outra.
Um quarto curto com menos tempo de duração em relação aos três anteriores, foi adicionado para o encerramento do filme. Foi baseado no capítulo final de  The House at Pooh Corner, onde Christopher Robin tem que sair do Bosque dos Cem Acres pois estará começando a ir a escola. Nele, Christopher Robin e Pooh discutir o que gostam de fazer juntos e o menino pede ao seu urso que prometa se lembrar dele e que mantenha algumas das memórias vivas de seu tempo juntos. Pooh concorda em fazê-lo e o filme termina com o narrador dizendo que onde quer que Christopher Robin vai, Pooh estará sempre esperando por ele.

## Elenco de dublagem original e brasileiro
- Sterling Holloway como Winnie the Pooh / Geraldo Alves como Ursinho Pooh
- John Fiedler como Piglet / Cleonir dos Santos como Bacorinho
- Junius Matthews como Rabbit / Magalhães Graça como Abel
- Paul Winchell como Tigger / Aloysio de Oliveira como Tigre
- Bruce Reitherman como Christopher Robin / José Manoel e Paulo Scarpallo como Paulo Roberto
- Howard Morris como Gopher / Ronaldo Magalhães como Dentucinho
- Ralph Wright como Eeyore / Castro Gonzaga como Quiasno ou Bisonho
- Hal Smith como Owl / Joaquim Luis Motta como Coruja
- Client Howard como Roo / ??? como Roo
- Barbara Luddy como Kanga / Selma Lopes como Kanga
- Sebastian Cabot como Narrator / Aloysio de Oliveira como Narrador

## Produção
The Many Adventures of Winnie the Pooh é o último filme da Disney em que Walt Disney teve envolvimento pessoal, uma vez que um dos curtas (Winnie the Pooh and the Honey Tree) foi lançado enquanto estava vivo, ele estava envolvido na produção do curta Blustery Day. Sempre foi a intenção Walt Disney criar um filme, mas ele decidiu fazer curtas para obter um conhecimento público dos Estados Unidos com os personagens. Todos os três curtas, bem como os futuros filmes da franquia, contém canções clássicas dos Irmãos Sherman, incluindo "Winnie the Pooh" e "The Wonderful Thing About Tiggers".
Para o personagem Piglet, gestos e outros movimentos foram usadas pelos animadores para criar expressividade, já que ele e Pooh tinham a aparência de bonecos ou bichos de pelúcia. A cena em que Rabbit tem que lidar com Pooh sendo uma decoração de sua casa não está no livro original, porém teria sido contemplada por Walt Disney quando ele leu o livro pela primeira vez.

## Lançamento

### Recepção
O crítico de cinema Leonard Maltin chamou os curtas originais de Pooh de "gemas". Ele também observou que a obra de arte se assemelha as ilustrações de livros e que a duração particular destes curtas significava que os cineastas não têm de "comprimir ou prolongar o seu roteiro." Ruth Colina Viguers, mencionou que Winnie the Pooh da Disney, juntamente com várias outras adaptações da Disney, tem "destruído a integridade dos livros originais." O filme possui uma classificação de 92% por críticos no Rotten Tomatoes.
O American Film Institute nomeou The Many Adventures of Winnie the Pooh para a sua lista Top 10 Filmes de Animação.

### Home video
The Many Adventures of Winnie the Pooh foi lançado em VHS, Betamax, CED videorecord em laserdisc no início de 1980. Em 1996, foi relançado em VHS como parte da coleção Masterpiece e incluiu imagens de vídeo do making of que foi exibido antes do filme começar. Foi lançado em DVD pela primeira vez em 2002 em seu 25º aniversário, com o título de 25th Anniversary Edition. Para o DVD houve restauração digital de imagem e som. Os curtas também foram lançados separados em VHS durante a década de 1990.
O DVD da edição de 25º aniversário inclui os bônus, "The Many Adventures of Winnie the Pooh: A História por Trás da Obra-prima", que documenta a história dos livros e suas adaptações para o cinema. Ele também apresenta entrevistas com animadores Ollie Johnston, Frank Thomas e Burny Mattinson, assim como os Irmãos Sherman, Paul Winchell, entre outros. O revisor Shannon Muir da Digital Media FX afirmou que a qualidade de áudio e vídeo do filme sobre este DVD foi muito elevada.
O filme foi relançado em 19 de junho de 2007 em DVD na edição "Friendship Edition". Todos os bônus e restauração da edição de 25º aniversário foram recicladas. A única novidade dessa edição é um episódio da série computadorizada My Friends Tigger & Pooh. O relançamento do DVD coincidiu com o 30º aniversário do lançamento do filme.
Foi lançado em blu-ray pela primeira vez em 27 de agosto de 2013, juntamente com terceiro relançamento do DVD.
Winnie the Pooh Storybook Classics foi lançado em VHS em todo o mundo em 1994. Inclui os curtas Winnie the Pooh and the Honey Tree (4 de fevereiro de 1966), Winnie the Pooh and the Blustery Day (20 de dezembro de 1968), Winnie the Pooh and Tigger Too! (20 de dezembro de 1974) e Winnie the Pooh and a Day for Eeyore (11 de março de 1983).
No Brasil, foi lançado pela Abril Vídeo no formato de VHS sob o título de "Puff - O Ursinho Guloso". Assim como o clássico da Disney "Música, Maestro!", o filme não foi lançado nos formatos de DVD e Blu-ray no país. Em 5 de novembro de 2015, o filme foi adicionado ao catálogo da Netflix brasileira.

## Canções
- "Winnie the Pooh"
- "Up, Down and Touch the Ground"
- "Rumbly in My Tumbly"
- "Little Black Rain Cloud"
- "Mind Over Matter"
- "A Rather Blustery Day"
- "The Wonderful Thing About Tiggers"
- "Heffalumps and Woozles"
- "When the Rain Rain Rain Came Down"
- "Hip Hip Pooh-Ray!"